# Moussey (Moselle)
Moussey (deutsch Mulsach) ist eine französische Gemeinde mit 567 Einwohnern (Stand 1. Januar 2022) im Département Moselle in der Region Grand Est (bis 2015 Lothringen). Sie gehört zum Arrondissement Sarrebourg-Château-Salins.

## Geografie
Moussey (Moselle) liegt 21 Kilometer westlich von Sarrebourg auf einer Höhe zwischen 236 und 280 m über dem Meeresspiegel, die mittlere Höhe beträgt 250 m. Das Gemeindegebiet umfasst 7,89 km². Die Gemeinde liegt im Regionalen Naturpark Lothringen. 
Zur Gemeinde Moussey gehören 
- Teile der Bata-Schuhfabrik und große Teile der Werkssiedlung Bataville nördlich des Dorfes
- Der Hof Xirxange westlich des Dorfes, nicht aber Haute Xirxange, Basse Xirxange und Moulin de Xirxange, siehe Maizières-lès-Vic.

Das Dorf selber liegt südlich, Bataville nördlich des Meurthe-Nebenflusses Sânon und des durch dessen Tal führenden Rhein-Marne-Kanals.
Vom nördlich an Bataville grenzenden Étang de la Laxière (Landsknechtweiher) gehört ein Viertel zu Moussey. Der dem Weiher entströmende Bach Ruisseau de la Laxière bildet die Nordwestgrenze der Gemeinde.

## Geschichte
Das Gemeindewappen zeigt die früheren Besitzer von Moussey: heraldisch rechts mit Lachs und Steckkreuzen die Grafen von Réchicourt (weltlich) und heraldisch links der Krummstab als Symbol der Abtei Moyenmoutier (kirchlich).
Das Dorf kam 1681 zu Frankreich, wurde 1871 (nach dem Deutsch-Französischen Krieg) deutsch und 1919 (nach dem Friedensvertrag von Versailles) wieder französisch. In der Zeit von 1940 bis 1945, während des Zweiten Weltkriegs, unterstand es der deutschen Verwaltung.

### Bevölkerungsentwicklung
| 1910 | 1962 | 1968 | 1975 | 1982 | 1990 | 1999 | 2019 |
| ---- | ---- | ---- | ---- | ---- | ---- | ---- | ---- |
| 368  | 1028 | 1058 | 987  | 802  | 721  | 644  | 562  |

## Sehenswürdigkeiten

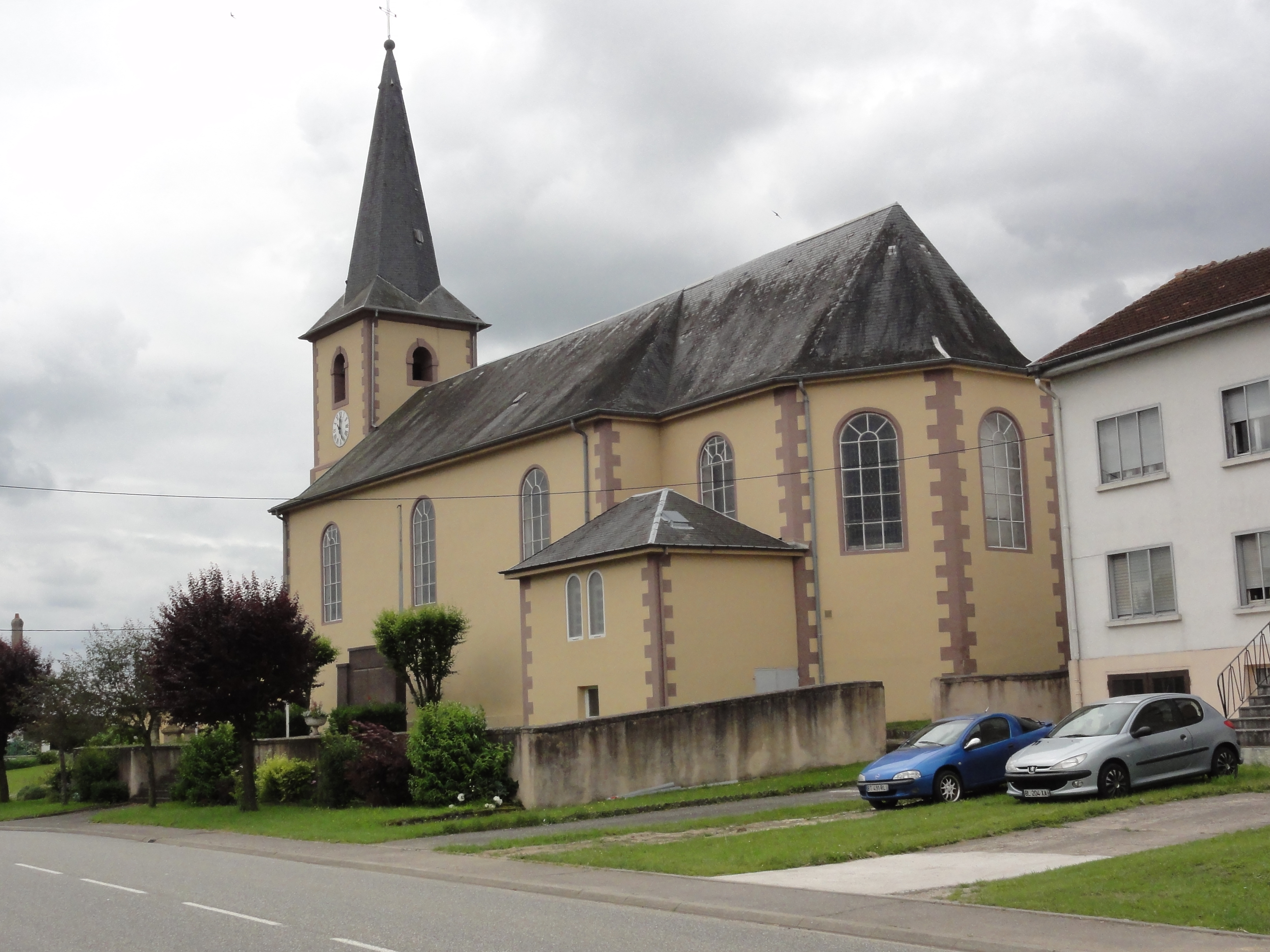
Kirche St. Nikolaus
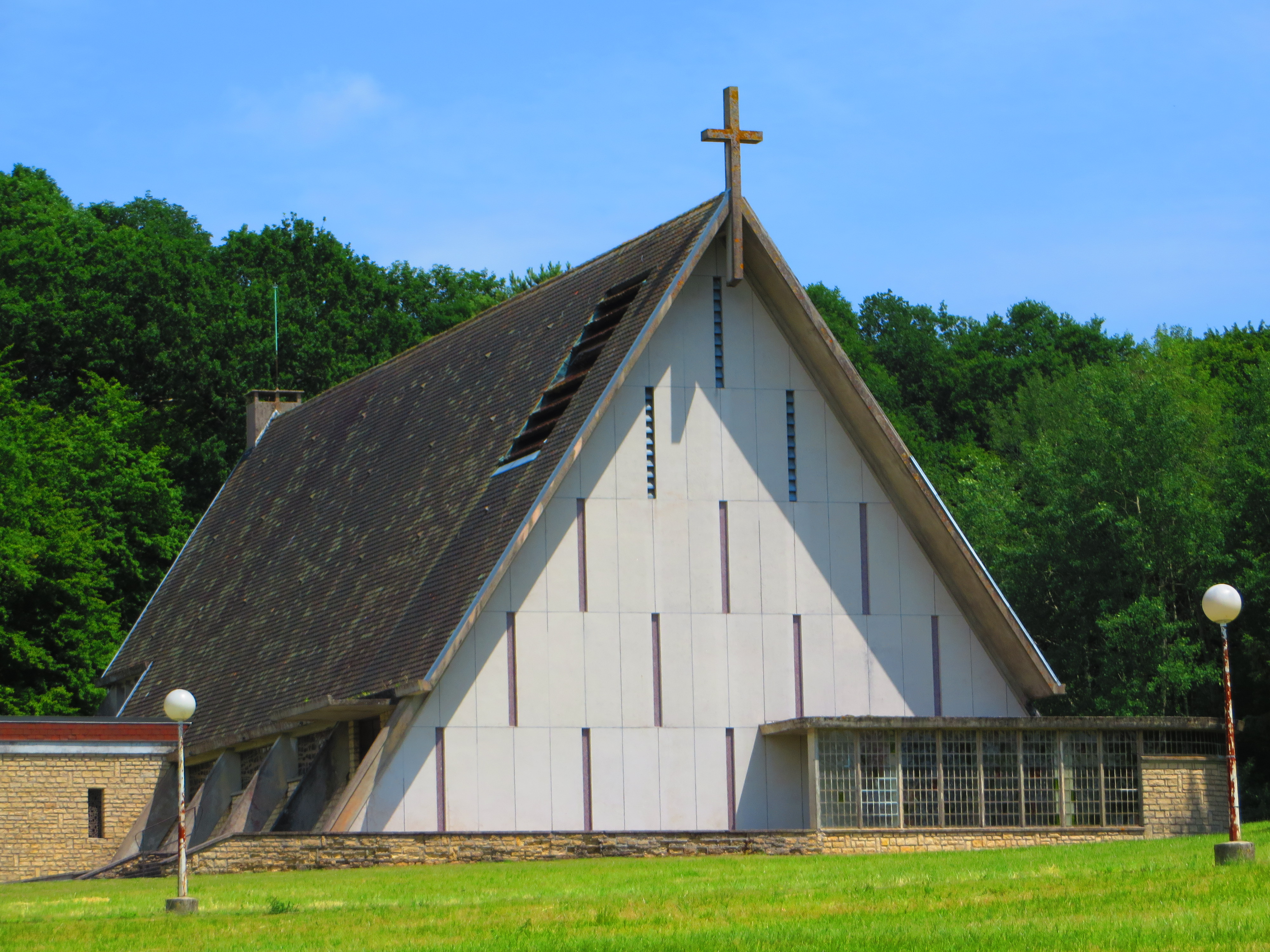
Kirche Saint-Vincent-de-Paul im Ortsteil Bataville
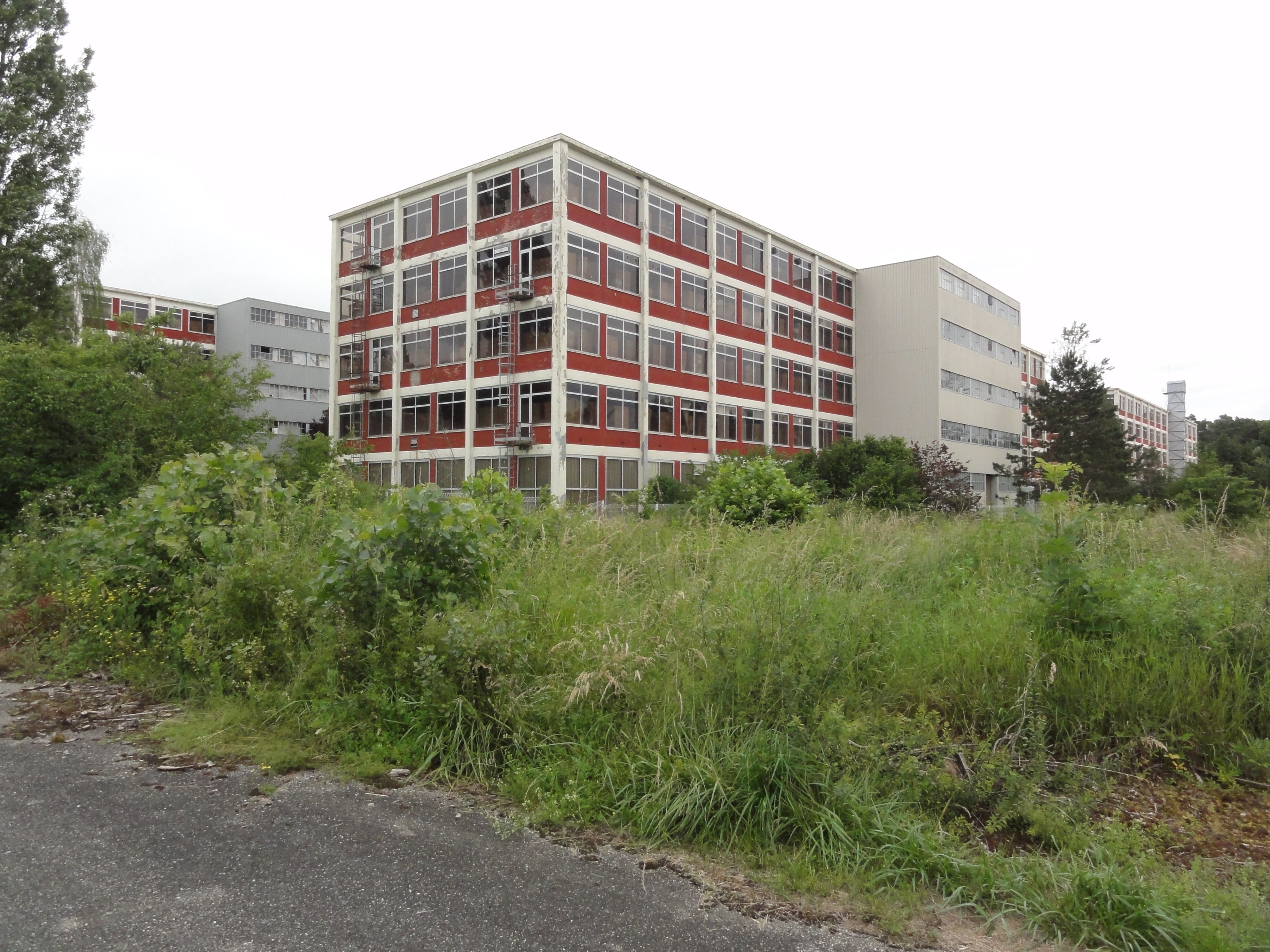
Teile der ehemaligen Bata-Schuhfabrik
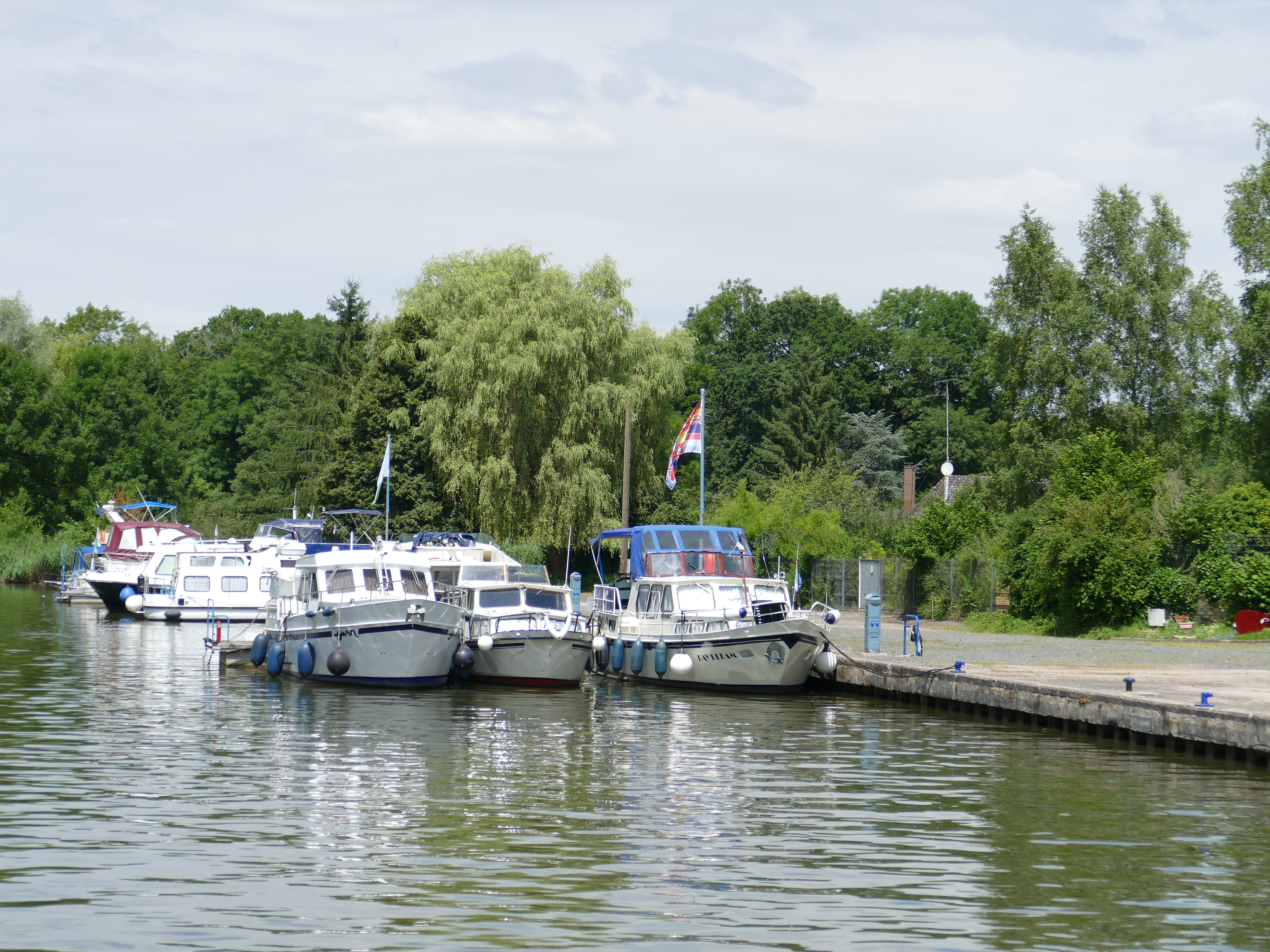
Kanalhafen
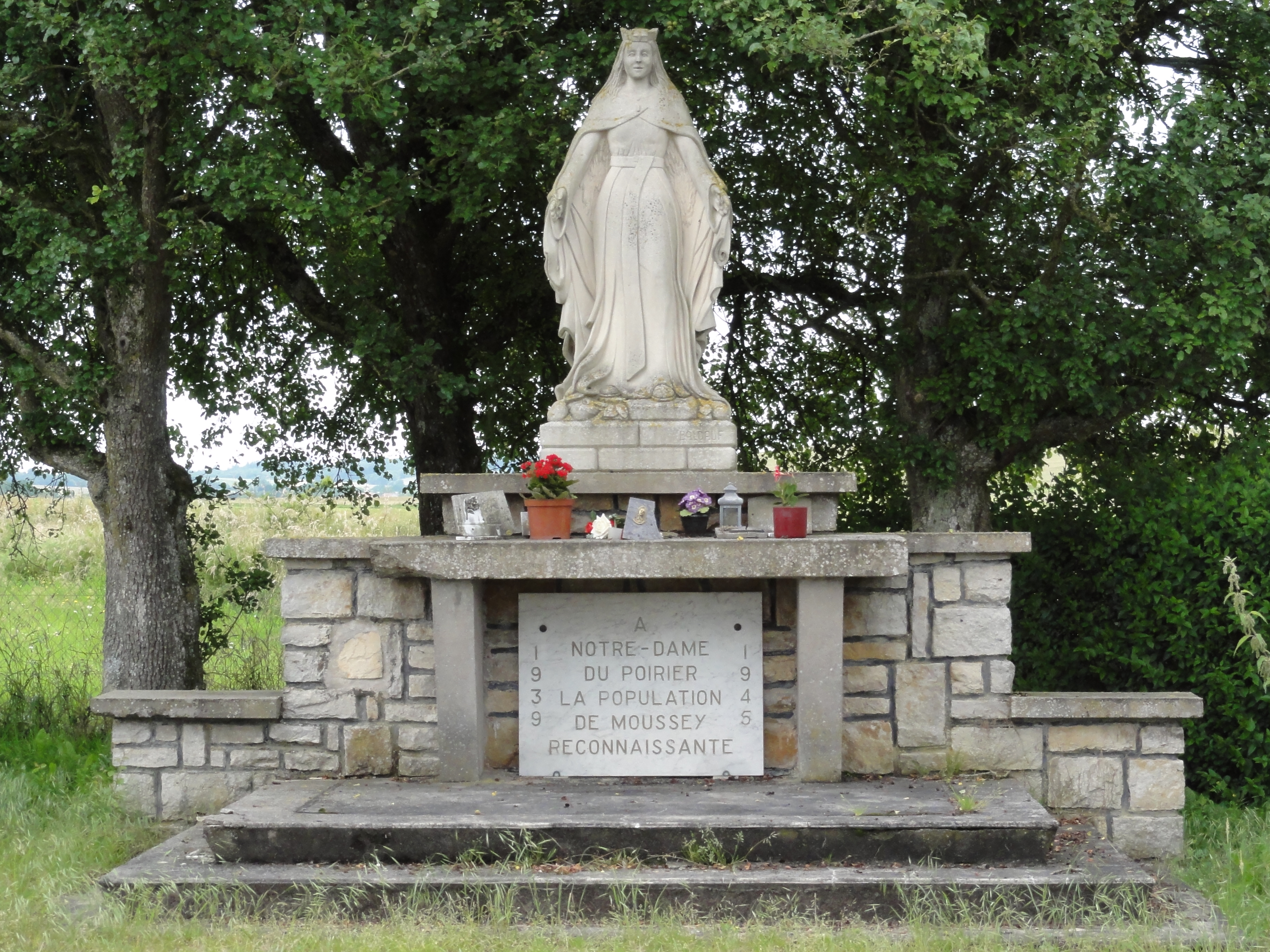
Marienstatue
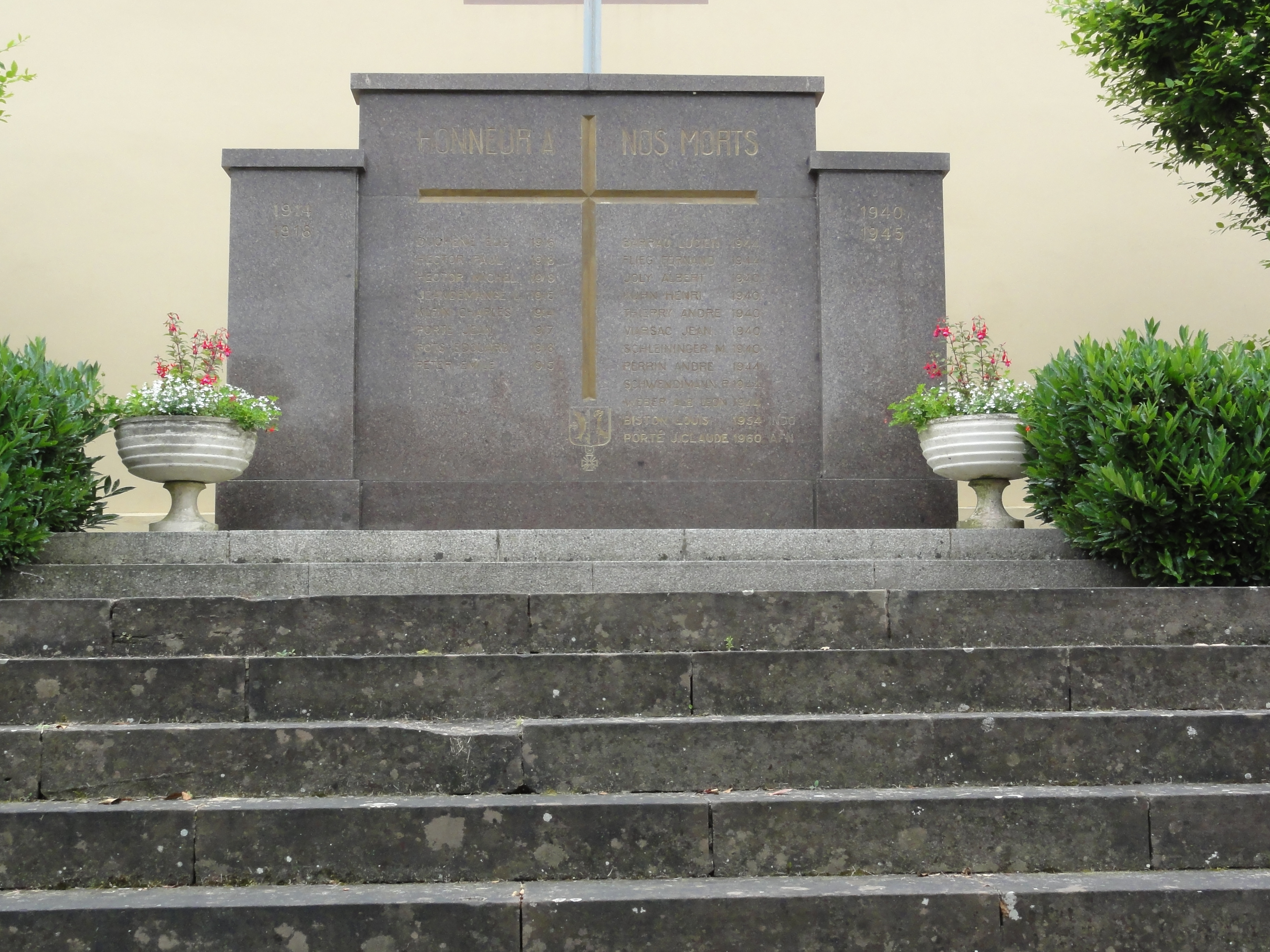
Gefallenendenkmal

## Belege
1. ↑  Wappenbeschreibung auf genealogie-lorraine.fr (französisch)